# 玉素甫·艾沙
玉素甫·艾沙（維吾爾語：يۈسۇپ ئەيسا‎，拉丁维文：Yüsup Eysa，1939年7月—），男，维吾尔族，新疆鄯善人，中华人民共和国政治人物，曾任乌鲁木齐市人民政府市长，新疆维吾尔自治区人民政府副主席，新疆维吾尔自治区政协副主席，第七届全国人大代表。